# Newcastle House
Newcastle House è una residenza posta su Lincoln's Inn Fields, nel centro storico di Londra, in Inghilterra. Quando venne costruita nel XVII secolo era una delle abitazioni private più grandi di Londra assieme a Lindsey House.

## Storia

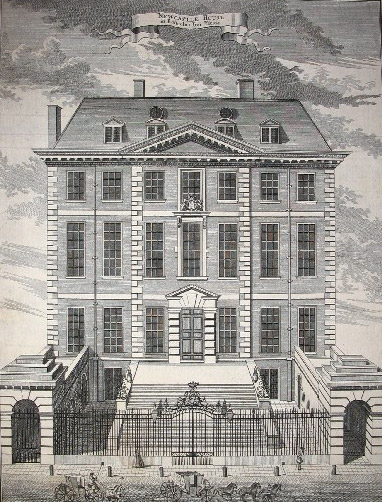
Newcastle House in una stampa del 1754.

La casa ha una storia complessa. Il primo edificio venne costruito nel 1641-42 per il conte di Carlisle. Nel 1672 la casa venne acquistata da William Herbert, I marchese di Powis e pertanto prese il nome di Powis House, ma nel 1684 venne colpita da un incendio. I lavori di ricostruzione della casa, su disegno del capitano William Winde iniziarono poco dopo ma già nel 1688 si interruppero a causa dei saccheggi che colpirono l'abitazione quando si seppe che il marchese di Powis era divenuto uno dei principali sostenitori del deposto re Giacomo II. L'anno successivo le residenze di lord Powis vennero sequestrate quando egli partì in esilio alla volta della Francia. Powis House divenne quindi la residenza ufficiale del Lord Keeper of the Great Seal. Nel 1694 qui venne sottoscritta la fondazione della Banca d'Inghilterra.
Nel 1705 la casa tornò alla famiglia Powis ed in quello stesso anno venne venduta a John Holles, che la fece modificare in parte da John Vanbrugh. Prese quindi il nome di Newcastle House. La struttura era un blocco di costruzione complatto con tre piani, più due piani sotterranei e due piani mansardati. Era costruita in mattoni e pietra.
Holles lasciò la casa a suo nipote, Thomas Pelham-Holles, che venne poi creato duca di Newcastle. Quest'ultimo divenne poi primo ministro di Gran Bretagna e per decenni fece di Newcastle House la propria residenza e sede delle proprie riunioni politiche; qui morì nel 1768.
Alla morte del duca di Newcastle, la vedova vendette la casa al banchiere Henry Kendall per 8400 sterline. Questi divise la proprietà in due nel 1790, vendendo l'altra metà a James Farrer. Lo studio di avvocati Farrer & Co occupa ancora oggi la costruzione, dopo aver acquistato l'altra metà dell'abitazione all'inizio del Novecento.